# Tatort: Borowski und der stille Gast
Borowski und der stille Gast ist ein Fernsehfilm aus der Krimireihe Tatort. Es ist die 842. Folge der Reihe und der 19. Fall des Ermittlers Klaus Borowski (Axel Milberg), dem zum dritten Mal die Kommissaranwärterin Sarah Brandt (Sibel Kekilli) zur Seite steht. Die Erstausstrahlung des Films war am 9. September 2012 im Ersten.

## Handlung
Kurz vor ihrer Ermordung ruft Carmen Kessler bei der Kieler Polizei an und bittet um Hilfe. Sie gibt an, dass sich jemand in ihrer Wohnung befinde. Trotz aller Bemühungen der Polizei kommt jede Hilfe zu spät. Kessler wird grausam ermordet in ihrem Heim aufgefunden. Die mit dem Fall befassten Ermittler Kriminalhauptkommissar Borowski und Kommissaranwärterin Brandt stehen vor einem Rätsel. Denn obwohl die Wohnungstür verriegelt war und der Täter keine Spuren hinterließ, scheint er bei Carmen Kessler ein- und ausgegangen zu sein. Anscheinend hatte er bei ihr gewohnt, ihr Geschenke gemacht und sie genau studiert.
Der stille Gast, Kai Korthals, bleibt weiterhin unauffindbar. Allem Anschein nach hat er bereits ein nächstes Opfer im Visier: Borowskis Kollegin Sarah Brandt. Zuvor ist er aber noch mit seinem aktuellen „Fall“, Roswitha Kranz, beschäftigt. Er spielt mit ihrem kleinen Sohn Nathaniel. Als sich die Wohnungstür öffnet und die Mutter des Jungen nach Hause kommt, kann sich der stille Gast unbemerkt aus der Wohnung schleichen. Es wird klar, dass das Kind nicht sein eigenes ist und dass auch die Wohnung nicht ihm gehört. Die Mutter ist eine drogenabhängige Prostituierte, die sich, kaum angekommen, vor ihrem Kind eine Dosis Heroin spritzt.
Nach einer emotionalen Diskussion zwischen Borowski, Kriminalrat Schladitz und Sarah Brandt erleidet die junge Frau einen epileptischen Anfall. Borowski bringt sie unbemerkt ins Büro und erklärt ihr, nachdem sie wieder zu sich gekommen ist, dass sie unter diesen Umständen nicht für den Dienst an der Waffe tauglich sei und eigentlich noch nicht einmal Auto fahren dürfe. Brandt bittet ihn, ihren Zustand geheim zu halten.
Abends wird Borowski von Schladitz besucht, der nach seiner Aussage von seiner Frau „verbannt“ worden ist, nachdem diese ihn in flagranti mit einer Prostituierten erwischt habe. Nach anfänglichem Murren bietet Borowski Schladitz an, bei ihm zu wohnen.
Als Roswitha Kranz das nächste Mal nach Hause kommt, ist der kleine Nathaniel verschwunden. Ihr Notruf wird direkt an Borowski weitergeleitet, da dieser die Sachbearbeiterin, die bisher mit derartigen Fällen recht lax umging, ob des ersten Mordes sensibilisiert hatte. Wie auch im Mordfall Kessler war die Tür der Wohnung Kranz verschlossen. Borowski und Brandt stoßen bei einer Untersuchung auf keinerlei Spuren. Borowski nimmt dennoch die Zahnbürste mit, die sich später als unbenutzt herausstellt. Roswitha Kranz hatte infolge des Schocks über das Verschwinden ihres Sohnes Rauschgift genommen und ist mittlerweile nicht mehr ansprechbar. Da nicht auszuschließen ist, dass sie dem Kind, das sie sehr oft allein ließ, um „anschaffen“ zu gehen, selbst etwas angetan haben könnte, wird sie mit aufs Präsidium genommen.
Korthals erfährt durch seine Arbeit bei der Post von Brandts Epilepsie und gelangt durch seinen Job auch an ihre Adresse. Am nächsten Tag verfolgt er Brandt bis in ihre Wohnung und untersucht diese gründlich, während sie duscht. Kurze Zeit später bemerkt Brandt Spuren von Handschuhen an ihrem Spiegel. Sie ist sich sicher, dass diese von einem Stalker bzw. dem Täter stammen, und informiert Borowski und Schladitz über ihren Verdacht.
Roswitha Kranz, die inzwischen wieder zu Hause ist, will sich von ihrem Balkon stürzen. Ein Klingeln an der Tür hält sie jedoch davon ab. Es ist Korthals, der Nathaniel zurückbringt und vorgibt, ihn im Hauseingang gefunden zu haben. Nachdem Roswitha ihn hereingebeten hat, verrät Korthals sich durch sein Detailwissen in Bezug auf ihre Wohnung – daraufhin tötet er Roswitha und nimmt Nathaniel wieder mit.
Borowski und Brandt fahren gemeinsam zu Brandts Haus, wo sich Borowskis Verdacht, dass Brandt Korthals’ nächstes Opfer sein soll, erhärtet. Und tatsächlich erscheint Korthals kurz darauf bei Brandt, um ein Paket abzuliefern. Die junge Frau erkennt ihn. Sie entdeckt dann auch, dass Korthals ihren Rechner benutzt und das gerade gelieferte Paket selbst bestellt hat. Als sie mit Borowski darüber spricht, kann Korthals unbemerkt von beiden dieses Gespräch durch die Webcam ihres Laptops belauschen und erfährt so, dass seine Identität kein Geheimnis mehr ist. Als die Kommissare ihn kurz darauf aufsuchen wollen, ist seine Wohnung allerdings verwaist und eine von ihm angemietete Garage entpuppt sich als ein Operationszentrum, dessen explosive Selbstzerstörung nur wenig später durch eine Unachtsamkeit Borowskis ausgelöst wird. Brandt will unter diesen Umständen nicht in ihr Haus zurück und die Nacht lieber in einer Polizeizelle verbringen. Korthals schleicht sich jedoch ins Revier und gelangt sogar in Brandts Zelle. Dort gibt er ihr ihr Epilepsie-Medikament, das sie vergessen hatte, und verschwindet wieder. Borowski und Korthals führen ein kurzes Telefongespräch vorm Revier, aus dem ersichtlich wird, dass Korthals Nathaniel noch immer in seiner Gewalt hat und mit ihm fliehen will.
Es kommt zu einer Verfolgungsjagd, die auf einem Feld endet. Korthals’ Campingvan ist umstellt und explodiert plötzlich. Im entstehenden Chaos kann sich Korthals mit Nathaniel wegschleichen, wird aber von Borowski und Brandt gestellt. Zu seiner Verteidigung gibt er an, dass er kein schlechter Mensch sei und nie jemanden habe töten wollen. Das erste Opfer habe ihn entdeckt und laut geschrien, da habe er sich nicht anders zu helfen gewusst. Die Mutter von Nathaniel sei eine Fixerin und der Junge habe keine Chance im Leben, wenn sich nicht jemand um ihn kümmere. Er setzt Nathaniel ab und verletzt sich sodann mit einer Axt selbst schwer. Ein Notarztwagen begibt sich mit dem Schwerverletzten zum Gefängniskrankenhaus. Als der Wagen dort ankommt, stellt man fest, dass Korthals fliehen konnte.

## Rezeption

### Einschaltquoten
Zur Erstausstrahlung schalteten 7,5 Millionen Zuschauer ein, was unter dem Durchschnitt der Reihe liegt. Jedoch ist es für den Kieler „Tatort“ der beste Wert seit drei Jahren gewesen.

### Kritiken
Rainer Tittelbach von tittelbach.tv schrieb anerkennend: „‚Borowski und der stille Gast‘ ist der vierte Borowski-‚Tatort‘ aus der Feder von Sascha Arango. Allesamt Krimis, in denen der Täter offen geführt wird. […] Buch und Regie zeichnet eine einzigartige Erzähl-Ökonomie aus. Was nicht heißt, dass es nicht auch Raum für skurrile ‚Nebensachen‘ gibt: Oder was ist es anderes, wenn Borowski genervt sein braunes Auto erschießt, das nicht nur hässlich ist, sondern jetzt auch nicht mal mehr fährt.“
Auf Spiegel Online stellte Christian Buß zum einen schmunzelnd fest: „Nach diesem ‚Tatort‘, so viel steht fest, wird die eine oder andere Zuschauerin zu Einwegbürsten wechseln.“ Er meinte aber auch ganz ernsthaft: „Als ‚Home Invasion Thriller‘, in dem die Wohnungen der Frauen von einer dubiosen männlichen Macht besetzt werden, entfaltet der Krimi eine beachtliche Wirkung - der psychologische Feinschliff geht allerdings zusehends verloren. Trotzdem: Für die Verlorenheit der Figuren, für die ewige Wechselwirkung von Nähe und Distanz, der Opfer, Täter und Ermittler unterliegen, finden die Filmemacher ein paar starke Szenen.“
Holger Gertz von der Süddeutschen.de gab folgendes Urteil ab: „Vieles im Leben spielt sich in aller Stille ab, im Vagen, davon erzählt dieser sehr gute ‚Tatort‘, der laut und lärmend nur wird, wenn die Zeit reif ist. Für Borowskis Auto ist die Zeit reif. Also wird es erschossen.“
Heike Hupertz von faz.net meinte: „In ‚Borowski und der stille Gast‘ erfahren wir mehr über den Täter, als uns lieb ist. Ein ‚Tatort‘ mit unwiderstehlichem Sog. Und einer letzten, überflüssigen Minute.“
Die Kritiker von T-online.de urteilten über den Tatort: „Statt ein Ratespiel zu inszenieren, blieb der Krimi lieber dicht am Mörder – und war trotzdem so spannend und gruselig wie schon lange kein ‚Tatort‘ mehr. Zudem wartete er am Ende mit einer Besonderheit auf: Der Täter konnte entkommen.“

### Besonderheiten
Borowski und der stille Gast ist eine der wenigen Tatort-Folgen, in der am Ende der Täter der Polizei entkommt (wie auch in Weil sie böse sind und Frau Bu lacht). Die Folge Borowski und die Rückkehr des stillen Gastes aus dem Jahr 2015 ist die erste Fortsetzung dieses Falls. Die zweite Fortsetzung Borowski und der gute Mensch wurde am 3. Oktober 2021 ausgestrahlt.